# تصادفية
التصادفية (بالإنجليزية: Stochastic)‏ من اليونانية القديمة (باليونانية: στοχαστικὴ τέχνη stochastikē technē)‏ أو اللاتينية (باللاتينية: ars conjectandi) أي فن الافتراض أو فن التخمين وهي علم فرعي من الرياضيات ، وتلخص على أنها عنوان نظرية الاحتمال والإحصاء.
توجد الناحية التاريخية لهذا العلم في مقالة تاريخ علم الاحتمال.
تم استخدام مصطلح التصادفية في عدة مجالات وخصوصا عند استخدام العمليات التصادفية العشوائية لتمثيل الأنظمة والظواهر التي تبدو على أنها تتغير بشكل عشوائي.
من الأمثلة على هذه المجالات تضم مجالات العلم الفيزيائي مثل
علم الأحياء

، الكيمياء

، علم البيئة
,
، العلوم العصبية

و الفيزياء

و أيضا في مجالات التكنولوجيا والهندسة مثل معالجة الصور، معالجة الإشارة

، نظرية المعلوماتية

، علم الحاسوب

، علم التشفير

و الاتصال عن بعد
. كما أنها تستخدم أيضاً بسبب التغيرات العشوائية في الأسواق المالية في قسم المالية.

## لمحة
التصادفية الرياضية تعمل على وصف وفحص التجارب التصادفية كرمي النرد أو النقود المعدنية كتطورات وقتية متأثرة بالصدفة والعشوائية والهياكل المكانية.
توثق النتائج، التطورات، والهياكل كهذه بالبيانات، التي يوفر الإحصاء الطرق المناسبة لتحليلها. في هذه الحالة تنشأ التأثيرات العشوائية عادة في إطار الاختيار العشوائي للعينة الإحصائية من التجمع الإحصائي الخاص بها.

## الاحتمالات والتجارب التصادفية
يُفهم من التوقع:
- قياس لعدم احتمالية نتيجة مستقبلية
- قياس لدرجة الإقناع الشخصية وتوسع حساب القضايا

### تفصيل الاحتمال
تمثل الاحتمالات بالحرف {\displaystyle \ P} (من اللغة الفرنسية (بالفرنسية: probabilité)‏ بطرح من لابلاس) أو بالحرف {\displaystyle \ W}، وليس للاحتمالات وحدة قياس وإنما هم عبارة عن أرقام بين الصفر والواحد حيث أن الصفر والواحد احتمالات مقبولة. ولذلك يمكن أن يعطوا كنسبة مئوية (20 %)، أو أرقام عشرية ({\displaystyle 0{,}2})، أو كسور ({\displaystyle {\tfrac {2}{10}}})، أو نسب كـ (2 من 10 أي 1 من 5) أو كأعداد علاقية „1 إلى 4“ .
غالباً ما تظهر مساوئ فهم، عندما لا يتم التفريق بين „إلى“ و „من“: „1 إلى 4“ تعني أنه 4 احتمالات غير مرغوب بها تعارض الاحتمال المرغوب، ولذلك يوجد خمس احتمالات واحد منهم الاحتمال المرغوب، أي „1 من 5“.
تجرى تجارب الاحتمال مرات عديدة متتالية حتى يصبح من الممكن حساب التكرار النسبي، حيث يقسم التكرار المطلق (أي عدد التجارب الناجحة) بعدد التجارب المقام بها. وبعدد غير متناهي من التجارب يتحول هذا التكرار النسبي إلى احتمال.
في الحياة العملية يتم تقليل عدد الاتفاقات المقبولة واحتمال التجارب الضرورية.

### القيود والبديهيات
الافتراضات الأسياسية لعلم التصادفية موصوفة في بديهيات كولموغوروف حسب عالم الرياضيات الروسي أندريه كولموغوروف، ويمكن الإستنتاج منها أن:
- احتمالية الحدث الذي يتضمن جميع نتائج التجارب هو {\displaystyle 1}:

{\displaystyle \ P(\Omega )=1.}
- احتمالية حدث مستحيل هي {\displaystyle 0}:

{\displaystyle P(\emptyset )=0.}
- جميع الاحتماليات تقع بين الصفر والواحد حصراً::

{\displaystyle 0\leq P(A)\leq 1.}
- احتمالية ظهور حدث معين ومجموع الأحداث التي تمنع حدوثه تضاف إلى الواحد:

{\displaystyle P(A)+P({\bar {A}})=1.}
- في نظام كامل من الأحداث {\displaystyle A_{i}} (لذلك يجب على جميع {\displaystyle A_{i}} أن يكونوا المجموعات المتفارقة ومجموعة جمعهم هي {\displaystyle \Omega })هي مجموع الاحتمالات وتساوي الواحد:

{\displaystyle \sum _{i=1}^{n}P(A_{i})=1.}

### تجارب لابلاس
تم تسمية هذه التجارب بهذا الاسم تبعاً لعالم الرياضيات بيير لابلاس الذي أطلق عليها اسم تجارب الصدفة، التي تكتمل من أجلها النقطتين التاليتين:
- لا يوجد سوى عدد محدود من النتائج التجريبية الممكنة.
- لكل النتائج نفس الاحتمال.

من الأمثلة البسيطة لتجارب لابلاس هي رمي النرد (باستثناء أنها يمكن ان تقف على الحافة) وأيضا سحب اليانصيب.
يمكن حساب احتمال {\displaystyle P} تجارب لابلاس بالشكل التالي:
{\displaystyle P(E)={\frac {\text{Number of desired output possiblities}}{\text{Number of all possibilities}}}\,}

## في العلوم الطبيعية

حركة برونية لحبيبات لاتكس فلورية (قطر 20 نانومتر) في الماء، تشاهد بالميكروسكوب.

أحد أبسط العمليات التصادفية المستمرة زمنياً هي الحركة البراونية والتي تم ملاحظتها لأول مرة من قبل النباتي روبرت براون (بالإنجليزية: Robert Brown)‏ عندما كان ينظر في مجهر إلى حبوب اللقاح النباتية في الماء.

### في الفيزياء
كان الاسم «مونت كارلو» (بالإنجليزية: Monte Carlo)‏ مشهوراً لطريقة مونت كارلو التصادفية لباحثي الفيزياء ستانيسلو أولام، إنريكو فيرمي، وجون فون نيومان وغيرهم من الفيزيائيين. الاسم هو في الواقع مرجع لكازينو مونت كارلو في موناكو حيث كان عم أولام يستدين الأموال ليلعب القمار. إن استخدام العشوائية والطبيعة المتكررة للعمليات هي بالواقع متناظرة للنشاطات التي كانت تجرى بالكازينو. طرق المحاكاة والتبسيط الإحصائي كانت بشكل عام العكس تماماً: استخدام المحاكاة لفحص مشكلة تحديدية مفهومة مسبقاً. على الرغم من أن أمثلة المقاربة المعكوسة توجد تاريخيا بالفعل لكنهم لم يعتبروا كطريقة عامة حتى اتنشار طريقة مونت كارو.

### علم الأحياء
- الصدى التصادفي

في الأنظمة، تقديم الضجيج التصادفي وجد لتحسين قوة إشارة حلقات ردود الفعل الداخلية للتوازن واتصالات دهليزية أخرى.

و قد تم إيجاده لمساعدة معانوا الجلطات ومرضى السكري بالتحكم في التوازن.
العديد من الأحداث البيوكيميائية تصلح للتحليل التصادفي.
لدى التعبير الجيني على سبيل المثال مكون تصادفي عبر التصادم الجزيئي — كما خلال ربط وفكّ بوليميراز الحمض النووي (بالإنجليزية: RNA polymerase)‏ إلى محفز جيني بالحركة البراونية.

### الطب
التأثير التصادفي أو «تأثير الصدفة» هو أحد تصنيفات التأثيرات الإشعاعية الذي يشير إلى طبيعة التلف الإحصائية والعشوائية.
على عكس الأثر القطعي حيث أن الشدة مستقلة عن الجرعة وإنما فقط احتمال التأثير يزداد طرداً مع الجرعة.

## في اللغويات
النهج الغير القطعي في الدراسات اللغوية مستوحى من عمل العالم السويري فرديناند دو سوسور، على سبيل المثال في النظرية اللغوية الوظيفية، والتي تقول بالكفاءة على أساس الأداء.
هذا التمييز في النظريات الوظيفية للقواعد يجب أن يتم تمييزه عن تمييز لانغ اند بارول (بالإنجليزية: Langue and parole)‏أي اللغة والكلام.
وبقدر ما تشكل هذه المعرفة اللغوية من قبل الخبرة باللغة، يقال بأن القواعد احتمالية ومتغيرة وليست ثابتة ومطلقة.
هذا المفهوم النحوي كاحتمالي ومتغير يأتي من فكرة أن تتغير كفاءة شخص ما تتغير وفقاً لخبرته باللغة. رغم أن هذا المفهوم ما زال متنازع عليه.,
وقد تم توفير الأساس لمعالجة اللغة الطبيعية الإحصائية الحديثة
ولنظريات تعلم اللغة والتغير.

## في الذكاء الإصطناعي
تعمل البرامج التصادفية في الذكاء الإصطناعي باستخدام الطرق الاحتمالية لحل المشاكل كما في التخمير المحاكى، الشبكة العصبية التصادفية، التحسين التصادفي، الخوارزميات الجينية والبرمجة الجينية. علاوة على أن المشكلة بحد ذاتها قد تكون تصادفية.